# 東北輿地釋略
《東北輿地釋略》，是清代景方昶編輯的中國東北地理志，是研究古代中國東北地理的重要資料。

## 體例
分為四卷，包括： 
1. 金上京會寧府考
2. 金史上京路屬地釋略
3. 渤海五京考 高句麗新舊國 買溝 大遼水 蓋馬大山 勿吉七部考 長白山脈 五國城
4. 完水 布特哈土城 闊濼海子 雙泉海 和林城 起輦谷